# جنیس ایان
جنیس ایان (به انگلیسی: Janis Ian) ‏(زادهٔ ۷ آوریل ۱۹۵۱) خواننده و آهنگساز آمریکایی است. او در اواسط دههٔ ۱۹۶۰ میلادی فعالیت هنری خود را به عنوان یک خوانندهٔ فولک آغاز کرد. «در هفده‌سالگی» موفق‌ترین تک‌آهنگ ایان است که در سال ۱۹۷۵ یک جایزه گرمی برای او به‌همراه داشت.
جنیس ایان فعالیت هنری خود را تا سدهٔ ۲۱ میلادی ادامه داده است. او در سال ۲۰۱۳ دومین جایزهٔ گرمی خود را در شاخه بهترین آلبوم کلامی دریافت کرد. ایان همچنین به نوشتن داستان‌های علمی-تخیلی می‌پردازد.

## زندگی شخصی
جنیس ایان در ۱۹۷۸ میلادی با کارگردانی پرتغالی ازدواج کرد. آن‌ها در ۱۹۸۳ از یکدیگر جدا شدند. ایان در خودزندگی‌نامهٔ خود به آزارهای جسمی و روحی شوهرش اشاره کرده است. ایان پس از ساکن شدن در نشویل پاتریشیا اسنایدر را در ۱۹۸۹ ملاقات کرد. ایان در ۱۹۹۳ همزمان با انتشار آلبوم شکستن سکوت اعلام کرد که همجنس‌گرا است. او و پاتریشیا در اوت ۲۰۰۳ در تورنتو ازدواج کردند. ایان یک دخترخوانده و دو نوه از ازدواج با اسنایدر دارد.